# Niesdrowitz
Niesdrowitz (polnisch Niezdrowice) ist eine Ortschaft in Oberschlesien. Der Ort liegt in der Gemeinde Ujest im Powiat Strzelecki (Landkreis Groß Strehlitz) in der Woiwodschaft Oppeln.

## Geographie

### Geographische Lage
Das Angerdorf Niesdrowitz liegt zwei Kilometer südöstlich vom Gemeindesitz Ujest, 20 Kilometer südlich von der Kreisstadt Strzelce Opolskie (Groß Strehlitz) und 55 Kilometer südöstlich von der Woiwodschaftshauptstadt Opole (Oppeln). Der Ort liegt in der Nizina Śląska (Schlesische Tiefebene) innerhalb der Kotlina Raciborska (Ratiborer Becken).
Niesdrowitz liegt am linken Ufer der Klodnitz sowie am Gleiwitzer Kanal. Östlich des Dorfes liegt die Grenze zur Woiwodschaft Schlesien.

### Nachbarorte
Nachbarorte von Niesdrowitz sind im Osten Rudziniec (Rudzinitz) und im Nordwesten der Gemeindesitz Ujest (Ujazd).

## Geschichte

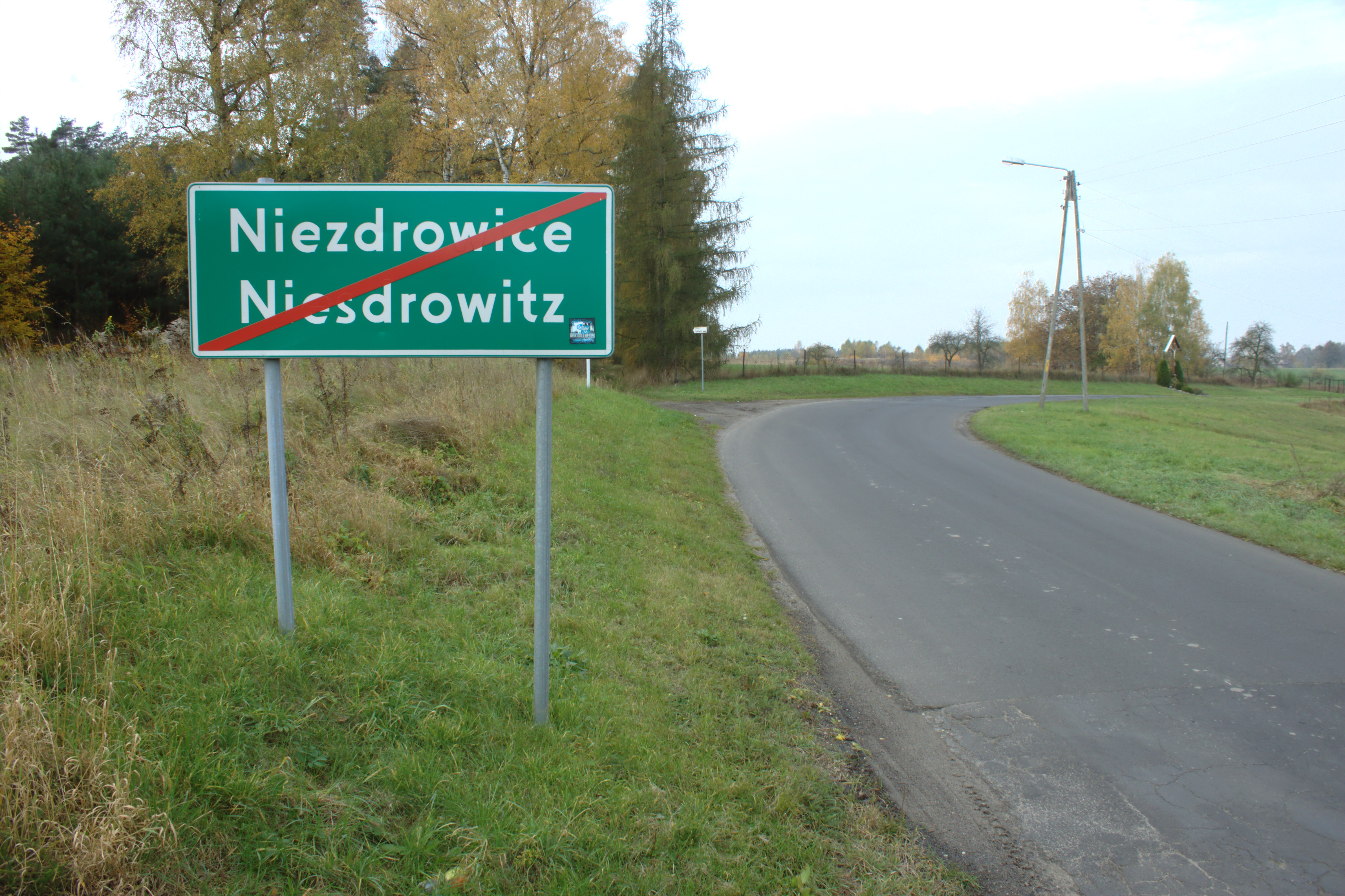
Ortstafel

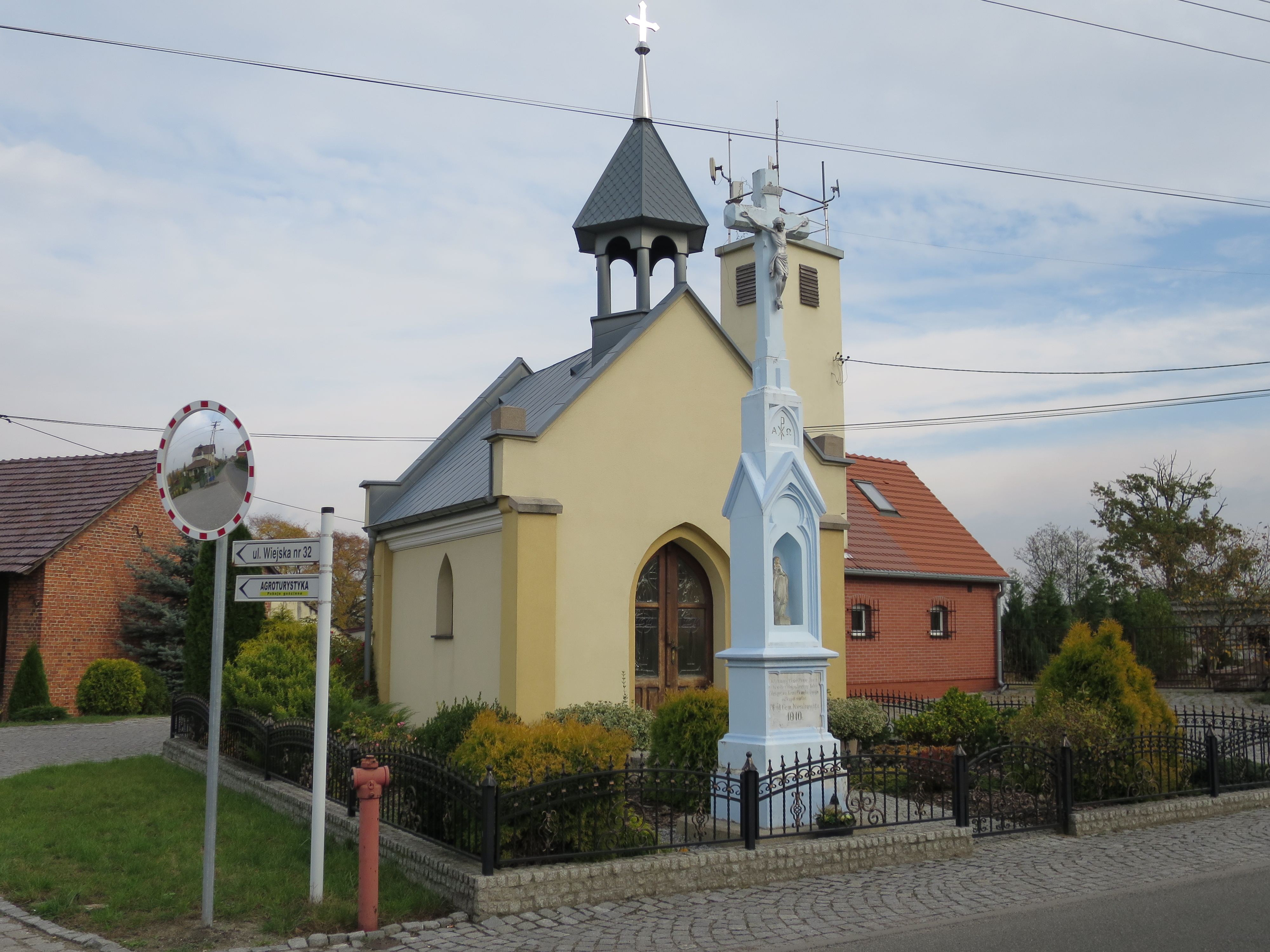
Kapelle mit Wegkreuz

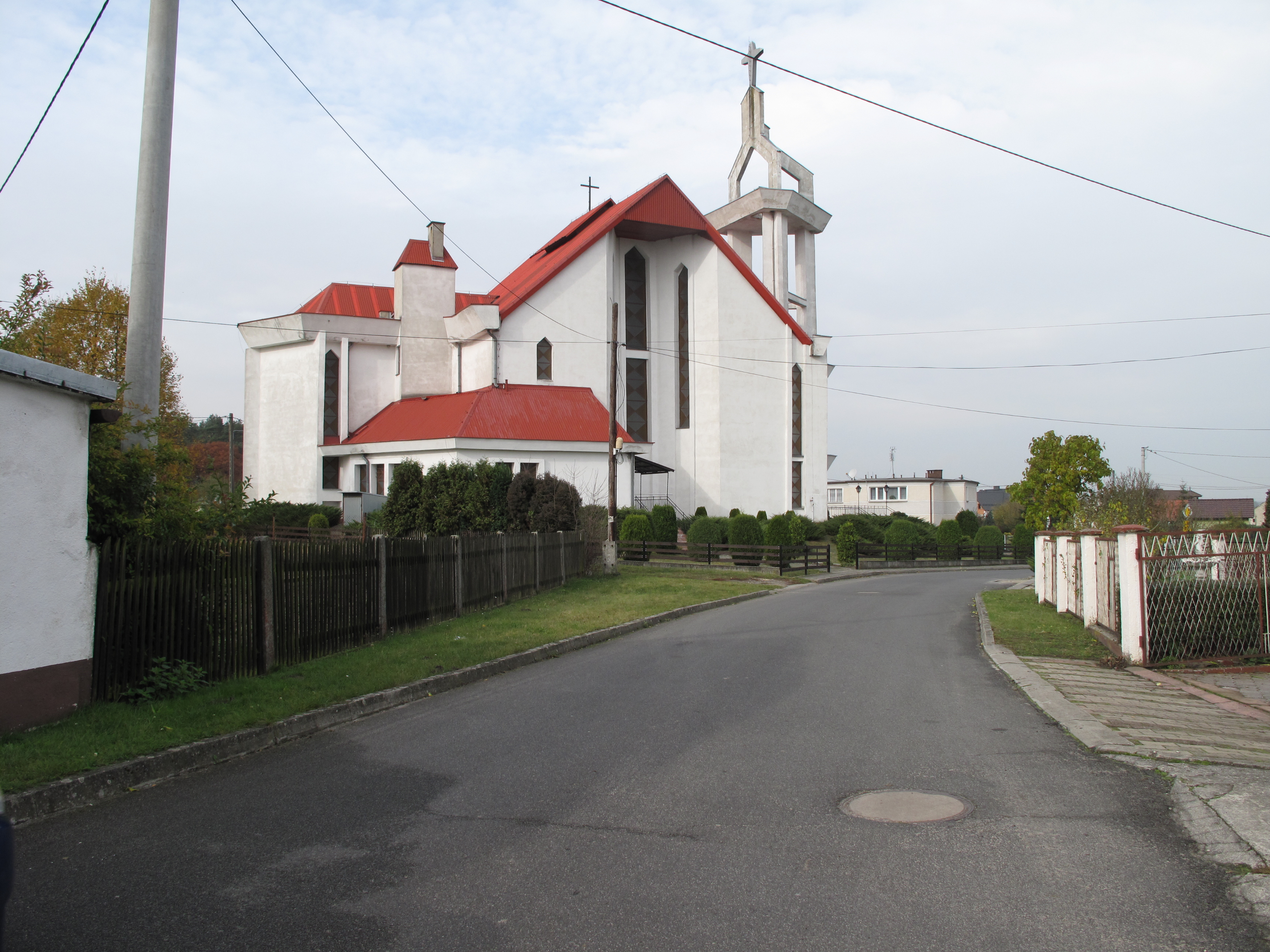
Hedwigskirche

Niesdrowitz wurde 1300 erstmals urkundlich als Nessdrowich erwähnt. 1534 erfolgte eine Erwähnung als Nestrowitze.
Nach dem Ersten Schlesischen Krieg fiel Niesdrowitz 1742 mit dem größten Teil Schlesiens an Preußen.
Nach der Neuorganisation der Provinz Schlesien gehörte die Landgemeinde Niesdrowitz ab 1816 zum Landkreis Groß Strehlitz im Regierungsbezirk Oppeln. 1845 bestanden in Ort ein Vorwerk und 45 Häuser. Im gleichen Jahr zählte Niesdrowitz 311 Einwohner, allesamt katholisch. 1861 zählte das Dorf 592 Einwohner. 1865 hatte der Ort 9 Bauern-, 10 Gärtner und 43 Häuslerstellen. Eingeschult und eingepfarrt waren die Bewohner nach Ujest. 1874 wurde der Amtsbezirk Schloß Ujest gegründet, welcher die Landgemeinden Alt Ujest, Carolinenhof, Dziedzinka, Jarischau, Kaltwasser, Klutschau und Niesdrowitz und die Gutsbezirke Alt Ujest, Goi und Lalok, Klutschau Vorwerk, Kopanina, Niesdrowitz und Ujest, Schloß und die Kolonie Jarischau umfasste.
1910 lebten im Ort 800 Einwohner. Bei der Volksabstimmung in Oberschlesien am 20. März 1921 stimmten vor Ort 101 Wahlberechtigte für einen Verbleib Oberschlesiens bei Deutschland und 370 für eine Zugehörigkeit zu Polen. Niesdrowitz verblieb nach der Teilung Oberschlesiens beim Deutschen Reich. Am 3. Juli 1936 wurde der Ort im Zuge einer Welle von Ortsumbenennungen der NS-Zeit in Neubrücken umbenannt. Bis 1945 befand sich der Ort im Landkreis Groß Strehlitz.
1945 kam der bis dahin deutsche Ort unter polnische Verwaltung, wurde in Niezdrowice umbenannt und der Woiwodschaft Schlesien angeschlossen. 1950 wurde der Ort Teil der Woiwodschaft Oppeln und 1999 des wiedergegründeten Powiat Strzelecki. Im November 2008 erhielt der Ort zusätzlich den amtlichen deutschen Ortsnamen Niesdrowitz.

### Münzfund von Niesdrowitz
Im Sommer 1921 wurde auf dem Grundstück des Bauerngutsbesitzers Johann Tworeg während Bauarbeiten ein Münzschatz gefunden. Kaplan Styra aus Ujest informierte ein Breslauer Museum über den Fund, damit diese ihn sachgemäß aufnehmen konnten. Der Münzfund bestand aus 648 Stücken. Dieser Fund konnte erstmals Aufschluss geben über das um 1565 in Schlesien umlaufende Geld geben. Darunter folgende Münzen:
1) Goldmünze: Ein Kremnitzer Dukat Ferdinands I. von 1554.

2) 15 ganze, halbe und viertel Taler, vorwiegend aus den Niederlanden und Sachsen, ein Guldentaler Kaiser Ferdinands I. von 1565, ein halber Guldentaler Georg Friedrichs von Jägerndorf von 1563.

3) Kleine Münzen, die in vier Gruppen aufgeteilt wurden.

A)
- Prager Groschen: 73 von Wladislaw II und 20 von Ferdinand I.

B)
- Polnische Halbgroschen: 5 von Wladislaw II., 24 von Kasimir IV., 50 von Johann Albert, 36 von Alexander, 30 von Sigismund I.
- Groschen Sigismunds I.: 13 für die Krone, 18 für Westpreußen, 11 für Danzig, sechs für Elbing.
- 2 Groschen Sigismunds August
- 19 Groschen Albrechts von Preußen

C)
- 75 deutsche Groschen: Meist Mariengroschen der Städte Braunschweig, Einbeck, Göttingen, Goslar, Hameln, Hannover, Herford, Hildesheim, Höxter, Northeim, auch einige süddeutsche, österreichische und sächsische.

D)
- 245 schlesische Groschen: Darunter solche die auf Grund des Vertrages von 1505 von den Städten Breslau und Schweidnitz, von den Herzögen zu Liegnitz und Glogau und dem Bischof zu Neisse geprägt wurden. Sowie vom Liegnitzer Herzog, dem Krossener Markgrafen, dem böhmischen König und aus Teschen und Jägerndorf.
- 180 Schweidnitzer Pölchen (Halber Groschen)

## Sehenswürdigkeiten
- Steinerne Kapelle mit Laterne und Wegekreuz
- Jüdischer Friedhof aus dem Jahr 1822
- Moderne römisch-katholische Hedwigskirche
- Hölzernes Wegekreuz

## Vereine
- Deutscher Freundschaftskreis
- Freiwillige Feuerwehr OSP Niezdrowice